# Friedrich Kochheim
Friedrich Kochheim (* 15. Dezember 1891 in Dortmund; † 23. August 1955) war ein deutscher Ingenieur, Erfinder und Unternehmer und Häftling insbesondere im KZ Mittelbau-Dora.

## Leben

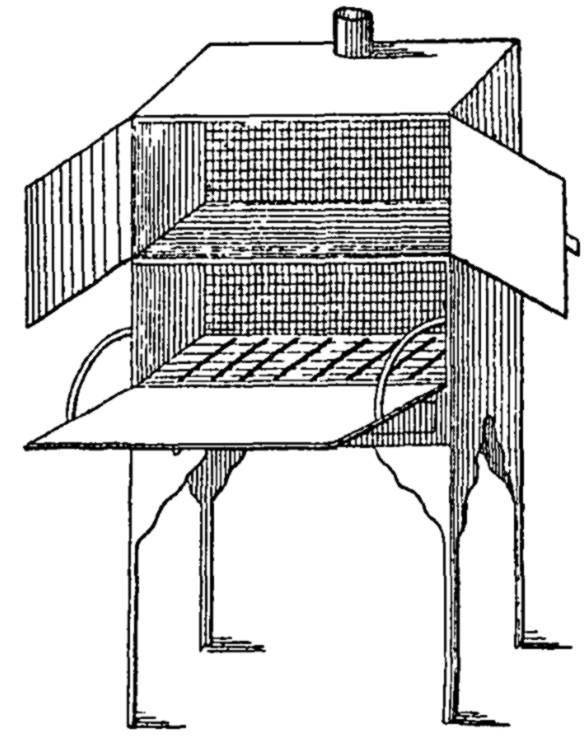
Ein Grude-Ofen aus der Zeit um Kochheims Geburt

Fritz Kochheim, geboren 1891 in Dortmund, wurde 1918 sowohl zum Inhaber als auch zum Geschäftsführer eines mittelständischen Unternehmens in der seinerzeit noch selbständigen Stadt Linden vor Hannover. Als Leiter von „Tänzer's Original Grudeofenfabrik von 1907“ hatte er unter anderem die sogenannte „Tänzer-Grude“ weiterentwickelt: Nachdem dieser Kohleherd zuvor auch als „Wärmetruhe“ verwendbar war, schuf Kochheim daraus einen Allesbrenner.
Nach der Machtergreifung durch die Nationalsozialisten wurde Friedrich Kochheim – wie viele andere Industrielle auch – im Sommer 1934 förderndes Mitglied der SS, „ob freiwillig oder gezwungen, lässt sich heute nicht mehr klären.“
1942 wurde Kochheim wegen „staatsfeindlicher Äußerungen“ denunziert und von der Gestapo verhaftet. Damit begann für Kochheim ein Weg durch verschiedene Gefängnisse und Konzentrationslager. Der wegen Beleidigung des „Führers“, Verleumdung der Gestapo und „Wirtschaftsverbrechens“ Verurteilte wurde Ende Januar 1944 aus dem KZ Buchenwald in das KZ Mittelbau-Dora verbracht. Dort vegetierten und starben in den sogenannten „Schlafstollen“ seinerzeit mehr als 10.000 Häftlinge. In seinem 1952 herausgegebenen Buch Bilanz: Erlebnisse und Gedanken beschrieb Kochheim, der „Dora“-Häftling 21 549,

„... die entsetzliche Entdeckung, dass zwischen den (Abort-)Kübeln tote Kameraden lagen. Ekel und Empörung schlugen in mir hoch, und es schien mir unfaßbar, dass an diesem Ort des Grauens Zivilpersonen arbeiteten, die außerhalb des Lagers wohnten und draußen nichts von dem verlauten ließen, was hier an Grauenhaftem geschah.“

Als im sogenannten „Mittelbau“ die Produktion der V2 (Vergeltungswaffe 2) begann, wurde Kochheim als Ingenieur und Betriebsleiter dem „Kommando Kaufleute“ zugeteilt. Doch trotz seines vergleichsweise privilegierten Arbeitsplatzes schwächten ihn die Bedingungen seiner Zwangsarbeit so sehr, dass er Anfang 1945 in die Krankenstation eingewiesen wurde. Dort konnte er das Leiden seiner Mithäftlinge im „Revier“ beobachten. Im Februar 1945 wurde Kochheim Zeuge einer Massenhinrichtung im Stollen. In seinem späteren Buch Bilanz beschrieb Kochheim „unzweideutig den Zweck des unterirdischen Rüstungswerks, [...] dessen Verbindung mit dem KZ, die Verzahnung von SS- und Zivilaufsicht über die Sklavenarbeit der Lagerinsassen.“
Mit dem Vorrücken der Alliierten am Ende des Zweiten Weltkriegs begann die SS mit der Evakuierung von „Dora“ – und erschoss diejenigen, die auf den Gewaltmärschen nicht mithalten konnten. Über einen der Transporte, den sogenannten „Taifun-Express“, gelangte Kochheim in einer Irrfahrt durch Deutschland und die Tschechoslowakei schließlich nach Österreich in das Außenlager Ebensee des KZs Mauthausen. Dort wurde er am 6. Mai 1945 befreit.
Bald danach begann Friedrich Kochheim, dessen Söhne Fritz und Rudolf unterdessen an der Ostfront gefallen waren, mit der Niederschrift seiner Erlebnisse als Gefangener der Nationalsozialisten. In seinem autobiographischen Buch Bilanz: Erlebnisse und Gedanken, das als eine der wichtigsten Dokumentationen über das KZ gilt, bilanzierte der Katholik:

„Niemals dürfen Dinge in jene Vergessenheit geraten, die es möglich macht, daß  jemals wieder auf solche Weise das Antlitz des Menschen geschändet wird.“

Parallel kämpfte der ehemals wohlhabende Unternehmer sowohl für seine gesellschaftliche als auch juristische Rehabilitierung: Ein Gericht hob 1950 zunächst jedoch „lediglich die Strafe aus dem Heimtückeverfahren auf, nicht [aber] die Verurteilung wegen Verleumdung (eines Gestapo-Beamten!) und Verstoßes gegen die Kriegswirtschaftsverordnung.“ In einem Revisionsverfahren wurde dann auch die Verurteilung wegen Verleumdung aufgehoben, „die Haftstrafe wegen Verstoßes gegen die Kriegswirtschaftsverordnung wurde jedoch bestätigt.“ Rechtlich galt Kochheim so weiterhin als vorbestraft und blieb damit auch von einem Recht auf Haftentschädigung ausgeschlossen.
Nachdem 1953 das Bundesentschädigungsgesetz in Kraft trat, stellte Kochheim im September 1954 erneut einen Antrag auf Haftentschädigung – zu einem Entscheid kam es in dem Verfahren aber nicht mehr, denn am 23. August 1955 starb Friedrich Kochheim im Alter von 63 Jahren.

## Schriften
- Bilanz: Erlebnisse und Gedanken. Hannover 1952. (Nachdruck: Westkreuz-Verlag, Berlin/Bonn 2003, ISBN 3-929592-67-3. mit einem Nachwort von Jens-Christian Wagner)

## Familie

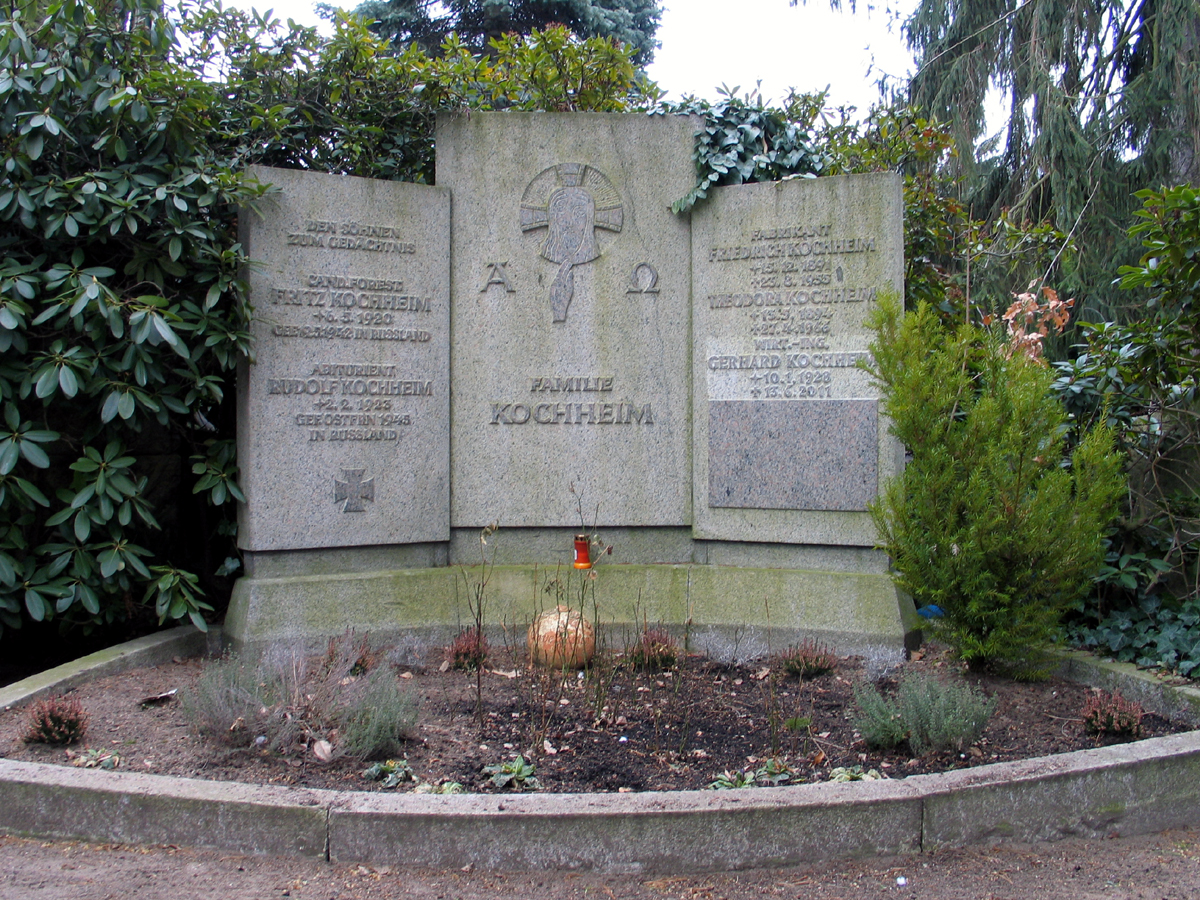
Grabmal der Familie auf dem Neuen St.-Nikolai-Friedhof in Hannover

Der Name Friedrich Kochheim lässt sich an den Lebensstationen des Erfinders mehrfach nachweisen: Kurz nach der Geburt Kochheims in Dortmund wies das Adressbuch jener Stadt von 1894 einen gleichnamigen Bäcker in der Augustastrasse 14 aus.
Der ehemalige KZ-Häftling Friedrich Kochheim wurde in einem Familiengrab auf dem Neuen St.-Nikolai-Friedhof in Hannover bestattet. Es weist Inschriften auf für die beiden Söhne auf: „cand. forest. Fritz Kochheim“ (* 6. Mai 1920; gefallen 9. Mai 1942 in Russland) und „Abiturient Rudolf Kochheim“ (* 2. Februar 1923; gefallen Ostern 1945 in Russland) sowie für Theodora Kochheim (13. Mai 1894; 27. April 1966) und den Wirtschaftsingenieur Gerhard Kochheim (10. Januar 1928; † 13. Juni 2011). Nach dem Tod Gerhard Kochheims veröffentlichte die Hannoversche Allgemeine Zeitung (HAZ) 2011 eine Traueranzeige der Hinterbliebenen, unter denen sich ebenfalls ein „Friedrich Kochheim und Familie“ fand. Der Grabstein hält 2013 noch eine unbeschriftete Stelle frei.